# Krzysztof Charamsa
Krzysztof Olaf Charamsa (ur. 5 sierpnia 1972 w Gdyni) – polski teolog, pisarz i poeta, były duchowny katolicki, w latach 2011–2015 drugi sekretarz Międzynarodowej Komisji Teologicznej przy Kongregacji Nauki Wiary w Rzymie, krytyk Kościoła katolickiego, działacz na rzecz praw człowieka. Jako teolog specjalizuje się w teologii dogmatycznej i fundamentalnej oraz metodologii teologicznej.
W październiku 2015 roku zyskał popularność, kiedy dokonał publicznego coming outu jako gej żyjący w związku romantycznym z innym mężczyzną, w następstwie czego został suspendowany.

## Życiorys

### Kariera duchownego
W 1997 otrzymał święcenia kapłańskie. W latach 1991–1993 studiował w Wyższym Seminarium Duchownym w Pelplinie, następnie na Wydziale Teologii w Lugano w Szwajcarii (1993–1997) i na Papieskim Uniwersytecie Gregoriańskim w Rzymie, gdzie w 2002 obronił doktorat. Od 2004 do 2015 roku był wykładowcą teologii na Papieskim Ateneum Regina Apostolorum w Rzymie, a od 2009 do 2015 roku na Papieskim Uniwersytecie Gregoriańskim. W 2008 roku mianowany kapelanem honorowym Ojca Świętego. Od 2011 do 2015 roku był drugim sekretarzem Międzynarodowej Komisji Teologicznej.

### Coming out

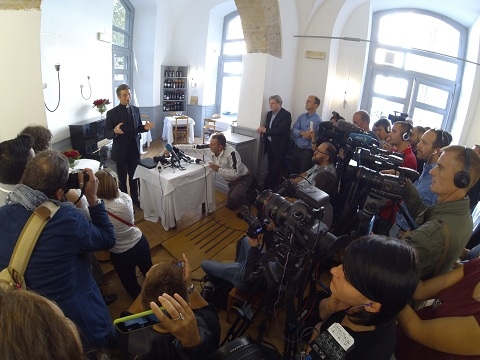
Charamsa podczas swojego coming outu w Rzymie

3 października 2015 dokonał publicznego coming outu jako gej żyjący w związku romantycznym z innym mężczyzną. Stolica Apostolska w reakcji na ujawnienie się Charamsy stwierdziła, że duchowny nie może wykonywać swoich zadań w Kongregacji Nauki Wiary i na uniwersytetach papieskich w związku z naruszeniem zasady celibatu.
W okresie przed coming outem udzielił szeregu wywiadów, w tym telewizji TVN24 oraz tygodnikom: Newsweek, Wprost i Tygodnik Powszechny, ale nie ujawniał w nim swojej orientacji seksualnej ani planowego coming outu. Udzielił też wywiadu do filmu dokumentalnego Artykuł osiemnasty, którego fragment pojawił się w sieci dzień przed konferencją prasową w Rzymie i wywołał ożywioną reakcję w polskich mediach. W następnych dniach pojawiły się kolejne fragmenty wywiadu z wypowiedziami Charamsy.
Forma coming outu Charamsy wzbudziła kontrowersje wśród części komentatorów w związku z tym, że ksiądz udzielił równocześnie kilku dorozumianych jako wywiadów na wyłączność różnym mediom. Już po publikacji materiałów media te wydały oświadczenia odnoszące się do sprawy.
17 października biskup pelpliński Ryszard Kasyna nałożył na Charamsę karę suspensy, zakazując mu wykonywania aktów władzy święceń i noszenia stroju duchownego.

### Dalsza działalność
Opuściwszy Rzym, zamieszkał ze swoim partnerem Eduardo Planasem w Barcelonie. Zaangażował się w działania na rzecz ochrony praw człowieka, w szczególności kobiet i mniejszości seksualnych. W wydanej nakładem Krytyki Politycznej książce pt. Kamień węgielny. Mój bunt przeciwko hipokryzji Kościoła opisał powody swojego coming outu i odejścia od Kościoła.

## Wybrane publikacje
- L’immutabilità di Dio, Editrice Gregoriana, Roma 2002
- Davvero Dio soffre? La Tradizione e l’insegnamento di San Tommaso, Edizioni Studio Domenicano, Bologna 2003, ISBN 88-7094-485-9
- Il Rosario – una scuola di preghiera contemplativa, Libreria Editrice Vaticana, Città del Vaticano 2003, ISBN 88-209-7435-5
- Percorsi di formazione sacerdotale, Libreria Editrice Vaticana, Città del Vaticano 2005, con G. Borgonovo, ISBN 88-209-7694-3
- Eucaristia e libertà, Libreria Editrice Vaticana, Città del Vaticano 2006, con G. Borgonovo, ISBN 88-209-7838-5
- La voce della fede cristiana. Introduzione al Cristianesimo di Joseph Ratzinger – Benedetto XVI, 40 anni dopo, ART, Roma 2009, con N. Capizzi, ISBN 978-88-89174-89-0
- Abitare la Parola, Editrice Rogate, Roma 2011, ISBN 978-88-8075-402-2
- Virtù e vocazione, Editrice Rogate, Roma 2014, ISBN 978-88-8075-426-8
- La prima pietra. Io, prete gay, e la mia ribellione all’ipocrisia della Chiesa, Rizzoli libri, Milano 2016, ISBN 978-88-17-09021-6
- Kamień węgielny. Mój bunt przeciwko hipokryzji Kościoła, Krytyka Polityczna, Warszawa 2017, ISBN 978-83-65369-83-3

## Poezja
- Przyczynki do wiary człowieka współczesnego. Słowa urwane. Medytacje, Bernardinum, Pelplin 2004, ISBN 83-7380-188-X
- 2.04.2005. Zapiski rzymskiej podróży Kościoła, Bernardinum, Pelplin 2006, ISBN 83-7380-348-3
- Radości adwentu. Medytacje na czas oczekiwania, Bernardinum, Pelplin 2007, ISBN 978-83-7380-528-6
- Cierpienie dla zbawienia, Bernardinum, Pelplin 2008, ISBN 978-83-7380-576-7